# Бутерская волость
Бу́терская волость — административно-территориальная единица в составе Карачевского уезда.
Административный центр — село Бутрё.

## История
Волость образована в ходе реформы 1861 года.
В 1880-х годах к волости была присоединена территория упразднённых Соколовской и Чичковской волостей.
В мае 1924 года Бутерская волость была упразднена, а её территория передана в Бежицкий уезд и присоединена к Навлинской волости.
Ныне вся территория бывшей Бутерской волости входит в состав Навлинского района Брянской области.

## Административное деление
В 1920 году в состав Бутерской волости входили следующие сельсоветы: Бучневский, Бяковский, Зубовский, Калиновский, Клинский, Клюковенский, Кольцовский, Лбовский, Муравлевский, Навлинский, Николаевский, Озерский, Прилепский, Приютовский, Рябчовский, Селищенский, Синезёрский, Синезёрский (пос.), Соколовский, Хлыщевский, Чичковский.